# Neoplan Centroliner
Neoplan Centroliner — серия городских автобусов, выпускаемых компанией Neoplan с 1997 по 2009 год. В семейство входят укороченные, одиночные, сочленённые и двухэтажные автобусы.

## История
Впервые автобус Neoplan Centroliner был представлен в 1997 году. Семейство было призвано заменить автобусы Neoplan N4009, Neoplan N4016, Neoplan N4020 и Neoplan N4021.
Автобусы эксплуатировались в Коулуне.
Производство завершилось в 2009 году в пользу автобусов MAN Lion's City.

## Технические характеристики[4]
| Модель             | Двигатель     | Мощность      | Крутящий момент | Трансмиссия               | Колёсная база | Длина    | Ширина  | Высота  | Количество мест для сидения/стоячих |
| ------------------ | ------------- | ------------- | --------------- | ------------------------- | ------------- | -------- | ------- | ------- | ----------------------------------- |
| Centroliner N4516  | MAN D2066 LUH | 199—235 л. с. | 1250—1800 Н*м   | 4-скор. АКПП 6-скор. АКПП | 5875 мм       | 11950 мм | 2500 мм | 2990 мм | 36+1 / 56                           |
| Centroliner N4516P | MAN D2066 LUH | 199—235 л. с. | 1250—1800 Н*м   | 4-скор. АКПП 6-скор. АКПП | 5875 мм       | 11950 мм | 2500 мм | 2990 мм | 44+1 / 48                           |
| Centroliner N4522  | MAN D2066 LUH | 228—235 л. с. | 1550—1800 Н*м   | 4-скор. АКПП 6-скор. АКПП | 5055—5875 мм  | 18720 мм | 2500 мм | 2990 мм | 56+1 / 108                          |

## Галерея

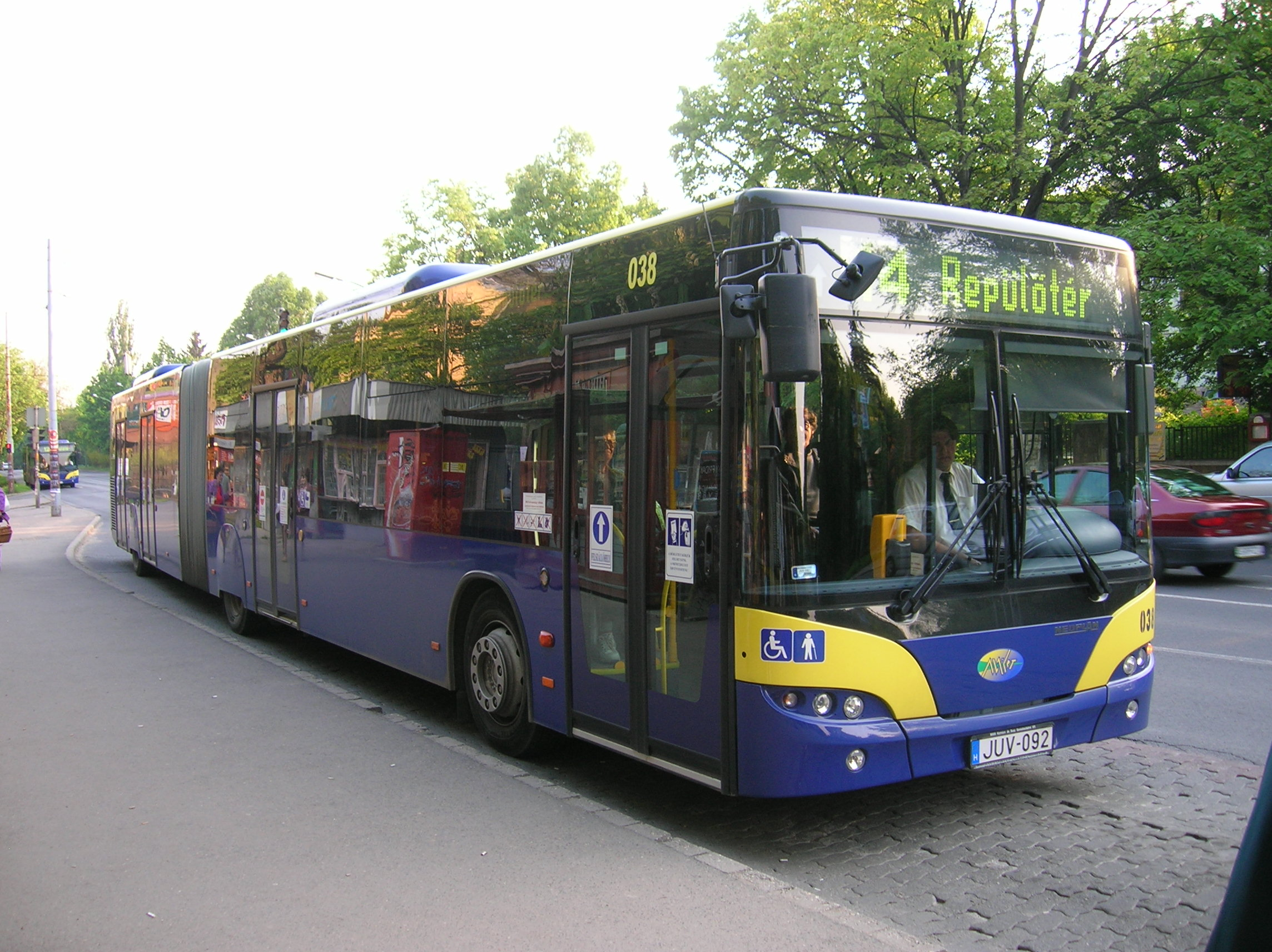
Neoplan Centroliner Evolution
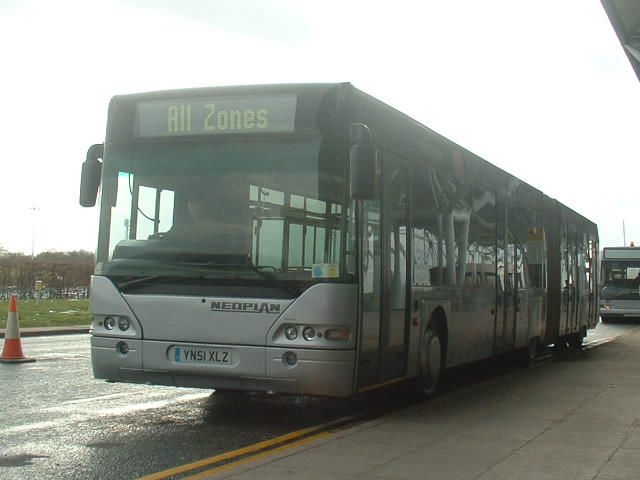
Neoplan Centroliner в аэропорту Лондон-Сити
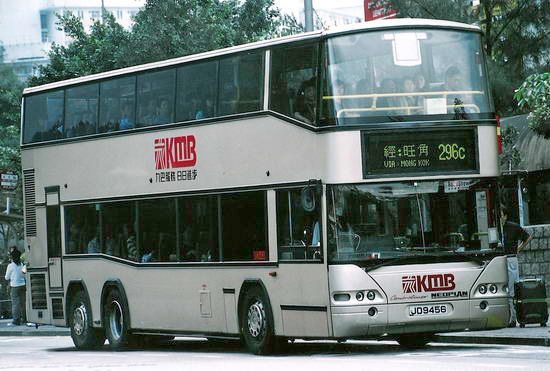
Двухэтажный автобус в Коулуне
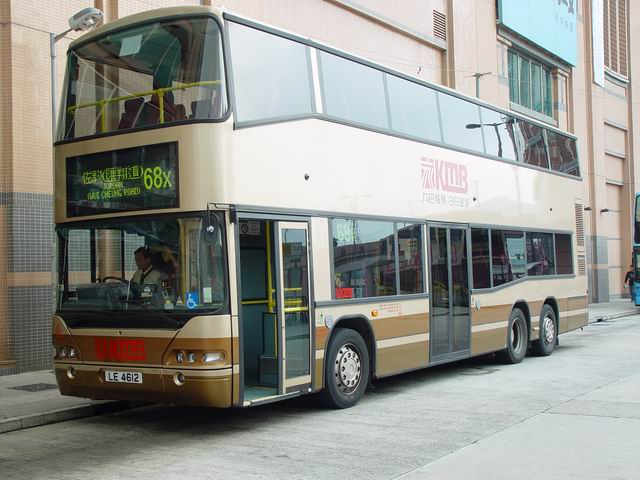
Двухэтажный автобус в Коулуне
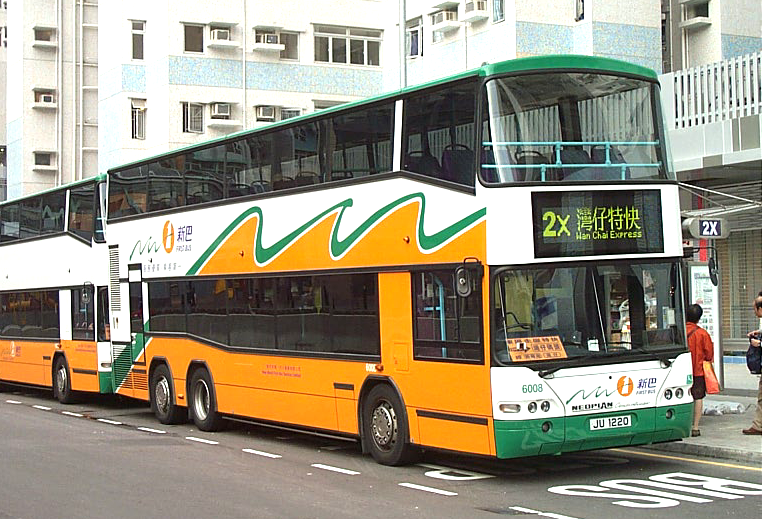
Двухэтажный автобус в Гонконге